# Нгуен Хюэ
Нгуен Хюэ, Нгуен Хуэ — второй император вьетнамской династии Тайшон, правивший с 1788 до 1792 года. Был одним из самых успешных полководцев в истории Вьетнама. Правил под девизом Куанг-чунг.

## Жизнеописание
Нгуен Хюэ и его братья, известные как братья Тэйшон, были лидерами знаменитого Тэйшонского восстания. Подняв его, они завоевали Вьетнам, свергнув династию Ле и два конкурирующих феодальных дома: Нгуен на юге и Чинь на севере.
После нескольких лет постоянных военных действий Нгуен Хюэ умер в возрасте 40 лет, возможно, из-за инсульта. До своей смерти он планировал продолжить свой поход на юг, чтобы уничтожить армию Зя Лонга, оставшегося наследника князей Нгуен. Смерть Нгуен Хюэ привела к падению династии Тэйшон. Его преемники не смогли исполнить планы, которые он оставил для правителей Вьетнама. Тем не менее его завоевания положили начало периоду примерно в столетие продолжительностью, на протяжении которого Вьетнам был и единым, и независимым, — до завоевания страны французами в 1884 году.